# Führungsstimme
Die Führungsstimme ist in der Vokalmusik die hervorgehobene Stimme, auch Melodiestimme genannt. Die Führungsstimme singt unter mehreren Singstimmen oder vor den Instrumentalstimmen zumeist den prägnantesten, lautesten Part und die Melodie. An ihr soll sich die Musik anderer Ensemblemitglieder oder auch das Publikum orientieren können. Unterschieden wird die Musikalische Führung (z. B. als Melodiestimme) und weiter technische, marketing- und auch weitere Führungsaufgaben in verschiedenen Aspekten.
Die Führungsstimme wird teils unterschieden von den Hintergrundsängern (Lead Vocalist vs. Background Singer).
Es gibt Musikrichtungen, die die Führungsstimme eigens so benennen. Im Barbershop ist es der Lead, der zweite Tenor in deutschem Sprachgebrauch, der die Melodiestimme singt und auch nahezu immer das Barbershop-Quartett, bestehend aus Lead, Tenor (der höhere Tenor, „tenner“ gesprochen, Baritone, und Bass) sangestechnisch und darbietend anführt, der mittels Kopf- und Handbewegungen den anderen Singstimmen die Einsätze anzeigt.
Eine Führungsstimme muss nicht unbedingt eine Singstimme sein. Es gibt sie auch in Instrumentalensembles. Dort ist die Führungsstimme dasjenige Instrument, das die Melodie spielt und nach dem sich andere richten. In der Rockmusik ist es – bei Instrumentalrock – oft der Gitarrist, der die Melodie- bzw. Führungsstimme liefert. In der Caféhaus-Musik, in Kammermusikensembles oder anderen Musikarten ist die Violine oftmals Führungsstimme. In Jazz-Ensembles ist es oftmals die Trompete, die die Aufgabe der Ensemble-Führung übernimmt.
Auch im erweiterten Sinne spricht man in der Musik von Führungsstimme: Bands in der Rockmusik haben oft einen Frontsänger oder eine Frontsängerin, die auch die Ansagen und die Kommunikation mit dem Publikum hauptanteilig übernehmen. Sie haben oft auch die Funktion, die bekanntesten Band-Mitglieder zu sein, mit denen sich das Publikum identifizieren soll (Marketing-Funktion). Für diese Zwecke ist die Person der Führungsstimme oft – neben den musikalischen Qualitäten – auch optisch ansprechend bzw. prägnant. Das Publikum und die Fans kennen oft von den Bandmitgliedern dann diejenige Person namentlich, die per Gesang oder an der Gitarre die Führungsstimme übernimmt.